# Suchy
Suchy es una comuna suiza del cantón de Vaud, situada en el distrito de Jura-Nord vaudois. Limita al norte con la comuna de Ependes, al este con Belmont-sur-Yverdon, al sureste con Essertines-sur-Yverdon, al sur con Corcelles-sur-Chavornay, y al oeste con Chavornay y Essert-Pittet.
La comuna formó parte hasta el 31 de diciembre de 2007 del distrito de Yverdon, círculo de Belmont-sur-Yverdon.